# Финансовая реформа Александра II

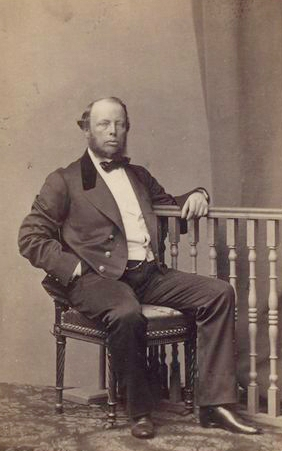
Министр финансов М. Х. Рейтерн

Финансовые реформы 1860-х годов — экономические преобразования Александра II с целью модернизации финансовой системы Российской империи. Проект преобразований подготовил государственный контролёр В. А. Татаринов.
Отмена крепостного права создавала в России новый тип экономики, тогда как финансы, построенные вокруг феодальной по своей природе подушной подати, отражали более архаичный тип её развития. Реформаторская деятельность и начало индустриализации требовало от правительства многочисленных затрат.
Для решения новых задач в 1860-62 гг. создаются новые органы — Государственный банк Российской империи и Главное выкупное учреждение при министерстве финансов (для проведения выкупной операции).
Проведение реформ началось 22 мая 1862 года с введения «Правил о составлении, рассмотрении и исполнении государственной росписи и финансовых смет министерств и главных управлений». Первым шагом стало введение в финансы принципа гласности и начало публикации государственного бюджета. В ведомства поступили требования о составлении подробных отчётов и смет, поясняющих все расходы денежных средств и доступных для всеобщего обозрения. Данная мера была направлена на минимизацию казнокрадства. Общая роспись государственного бюджета подлежала утверждению Государственным советом и императором и имела отныне силу закона.
В 1864-68 годах в структуре министерства финансов были организованы казначейства, администрировавшие все доходы государства. Далее уже в 1865 году были созданы органы местного финансового самоуправления — контрольные палаты. На смену самостоятельным кассам различных государственных органов (из которых деньги нередко исчезали бесследно) пришла, таким образом, единая касса государственного казначейства. Усилилось значение финансового контроля, который давал своё заключение о проекте росписи бюджета и представлял в Государственный совет отчёт об исполнении бюджета минувшего года.
С началом проведения реформ изменилась и торговля. С целью искоренения коррупции правительство приняло решение заменить ранее использовавшиеся откупы на акцизные марки по алкоголю и табаку. Винный откуп, доходы от которого традиционно формировали львиную долю бюджета, был отменён. Отныне акцизы можно было получить в специальных акцизных управлениях. Во главе всего акцизного хозяйства был поставлен неподкупный К. К. Грот. Налогообложение стало напоминать современное, с разделением налогов на прямые и косвенные, хотя подушная подать была сохранена.
Денежная реформа 1862 года была отложена, так как у государства не хватило золота и серебра для размена бумажных денег. Осуществлена она была только в 1895-97 гг. под руководством С. Ю. Витте (см. Денежная реформа в России 1895—1897 годов). За вычетом этой реформы, финансовая система, созданная в 1860-е годы по проекту Татаринова, не претерпела существенных изменений вплоть до самой Октябрьской революции.
Модернизация коренным образом реорганизовала государственную финансовую систему, сделав её более открытой и более эффективной. Строгий учёт государственного бюджета поставил экономику на новый путь развития, снизилась коррупция, казна тратилась на важные предметы и мероприятия, чиновники стали более ответственными за распоряжение деньгами. Благодаря новой системе государство смогло преодолеть кризис и смягчить негативные последствия крестьянской реформы.